# QtParted
El QtParted és un programa per al Linux que s'utilitza per crear, esborrar, redimensionar i organitzar particions. Utilitza la llibreria GNU Parted i va ser construït amb les llibreries d'eines Qt. Com el GNU Parted, té suport per a canviar la mida de les particions NTFS, utilitzant la utilitat ntfsresize.
L'equip del QtParted no ha creat cap CD autònom oficial per utilitzar el QtParted, a diferència del GParted. D'altra banda, QtParted s'inclou en l'Ark Linux Live (l'equip d'Ark Linux està mantenint actualment el QtParted), en la popular distribució de Linux de CD autònom Knoppix, en NimbleX, en Mepis Linux i en quits de recuperació del sistema com SystemRescueCD, que permet també llegir i escriure en particions NTFS usant Captive NTFS.